# Никола Димитров
Никола Димитров (30. септембар 1972, Скопље) македонски је политичар, који је од 2017. до 2020. године био министар иностраних послова Северне Македоније.

## Биографија
Димитров је започео професионалну каријеру 1996. године у Министарству иностраних послова као саветник у области међународног права. Заменик министра је био 2000. године и саветник за националну безбедност председника Бориса Трајковског. Године 2002. именован је за македонског амбасадора у САД, замењујући Љубицу Ацевску. У 32. години живота био је најмлађи амбасадор у Сједињеним Америчким Државама, а током његовог мандата Сједињене Државе су признале Македонију под својим уставним именом.
Димитров је био представник Македоније у преговорима у спору око имена између Македоније и Грчке и био је и правни заступник Македоније у тужби пред Међународним судом правде у Хагу против Грчке због кршења привременог споразума. Димитров је 2009. постао македонски амбасадор у Холандији. У 2014. години одбио је задатак да буде македонски амбасадор у Русији и наставио каријеру у Хашком институту за глобалну правду.
Од 1. јуна 2017. године је на месту министра иностраних послова Северне Македоније у Влади Зорана Заева.

## Приватни живот
Никола Димитров је син Димитра Димитрова и Ратке Димитрове, истакнутих званичника и једних од оснивача партије ВМРО-ДПМНЕ. Отац му је избегао у Југославију током грађанског рата у Грчкој. Никола је дипломирао међународно право на универзитетима у Скопљу и Кембриџу. Ожењен је и има троје деце.